# Saint-Pierre (Bas-Rhin)
Saint-Pierre település Franciaországban, Bas-Rhin megyében. Lakosainak száma 612 fő (2022. január 1.). Saint-Pierre Barr, Eichhoffen, Epfig, Mittelbergheim, Stotzheim és Zellwiller községekkel határos.

## Népesség
A település népessége az elmúlt években az alábbi módon változott:
| Lakosok száma | 593  | 645  | 657  | 648  | 638  | 627  | 617  | 613  | 612  |
|               | 2013 | 2015 | 2016 | 2017 | 2018 | 2019 | 2020 | 2021 | 2022 |